# Nyctemera aolaensis
Nyctemera aolaensis är en fjärilsart som beskrevs av Druce 1889. Nyctemera aolaensis ingår i släktet Nyctemera och familjen björnspinnare. Inga underarter finns listade i Catalogue of Life.